# San Francesco (Lucca)

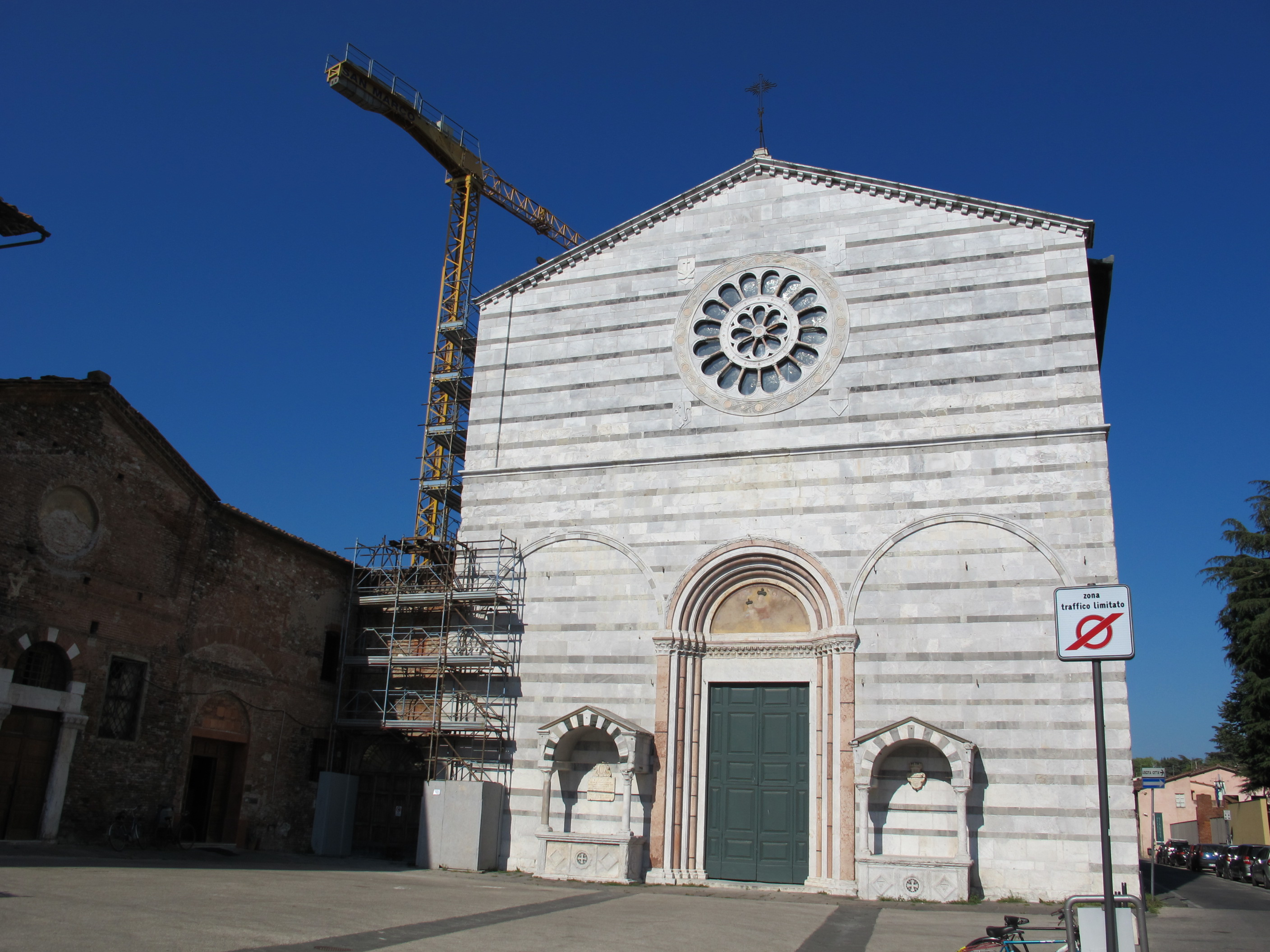
Die Fassade zum Vorplatz hin, am linken Bildrand angeschnitten das Portal des Oratoriums

San Francesco ist eine Kirche in der toskanischen Stadt Lucca. Sie wurde im 13. Jahrhundert im Übergang von der Romanik zur Gotik begonnen, fertiggestellt wurde sie erst im 20. Jahrhundert mit dem oberen Fassadenteil. Neben anderen sind in ihr Francesco Geminiani und Luigi Boccherini bestattet.

## Lage und Namensgebung
Die Kirche liegt im östlichen Teil der Altstadt von Lucca an dem kleinen Vorplatz Piazza D. Francesco, an dem die Via della Quarquonia, ebenso wie an der Südseite der Kirche, vorbeiführt. Zur Zeit ihrer Erbauung lag sie außerhalb der alten Stadtbefestigung. Ihr Patrozinium hat sie vom hl. Franziskus von Assisi.

## Geschichte und Baugeschichte
Der Bau wurde, was auch seine Schlichtheit erklärt, ursprünglich als Klosterkirche der Franziskaner ab 1228 begonnen, dem Todesjahr des Heiligen wie auch das Gründungsjahr des Convents in Lucca. Sie wurde im 14., 15. und 17. Jahrhundert noch mehrfach verändert und ergänzt, die Grundstruktur als Bettelordenskirche hingegen beibehalten. Nach Aufhebung aller geistlichen Orden in der Toskana durch Napoleon wurde sie zunächst profaniert, diente nochmals als Klosterkirche der Franziskaner von 1844 bis 1868, wurde abermals profaniert und wird erst seit 1902 wieder als Kirche genutzt. Seit einiger Zeit werden Kirchen und Klostergebäude umfassend saniert. Zum einstmals umfangreichen Kloster gehörten drei Kreuzgänge und noch ein kleines Oratorium von 1309, das sich nach einer Zwischenbebauung an der Nordseite des Platzes befindet.

## Fassade
Die Fassade ist, trotz ihrer einheitlichen Gestalt, dennoch in verschiedenen Jahrhunderten entstanden. Das untere der beiden Stockwerke entstand während der Bauzeit im 13. Jahrhundert. Der obere Teil über dem Gesims wurde im 17. Jahrhundert historisierend erbaut und letztlich erst in der ersten Hälfte des 20. Jahrhunderts tatsächlich völlig fertiggestellt. Im unteren Teil gliedern zwei äußere Blendbögen die Fassade, sie sitzen auf flachen Pilastern auf. Lediglich das eigentliche Portal ist mit abwechselnd gestuften Pilastern und Viertelsäulen gerahmt, die ihrerseits die gestuften Archivolten des Tympanons tragen. Diese Konstruktion weist bereits in die Gotik. Von einer Bemalung oder sonstigen Ausstattung des Tympanons sind nur Fragmente erhalten. Die Streifenwirkung der Verblendung ergibt sich aus der Verwendung zweier unterschiedlich gefärbter Kalksteine. Die große Fensterrosette ist, wie beschrieben, eine historisierende Arbeit des 17. Jahrhunderts.
Eine Besonderheit sind die beiden Arkosolgräber beiderseits des Portals. Ihre Basis bilden antike Sarkophage. Der Aufbau darüber stammt aus der Erbauungszeit der Kirche, beim linken der beiden ist bekannt, dass er 1249 errichtet wurde.

## Inneres und Ausstattung

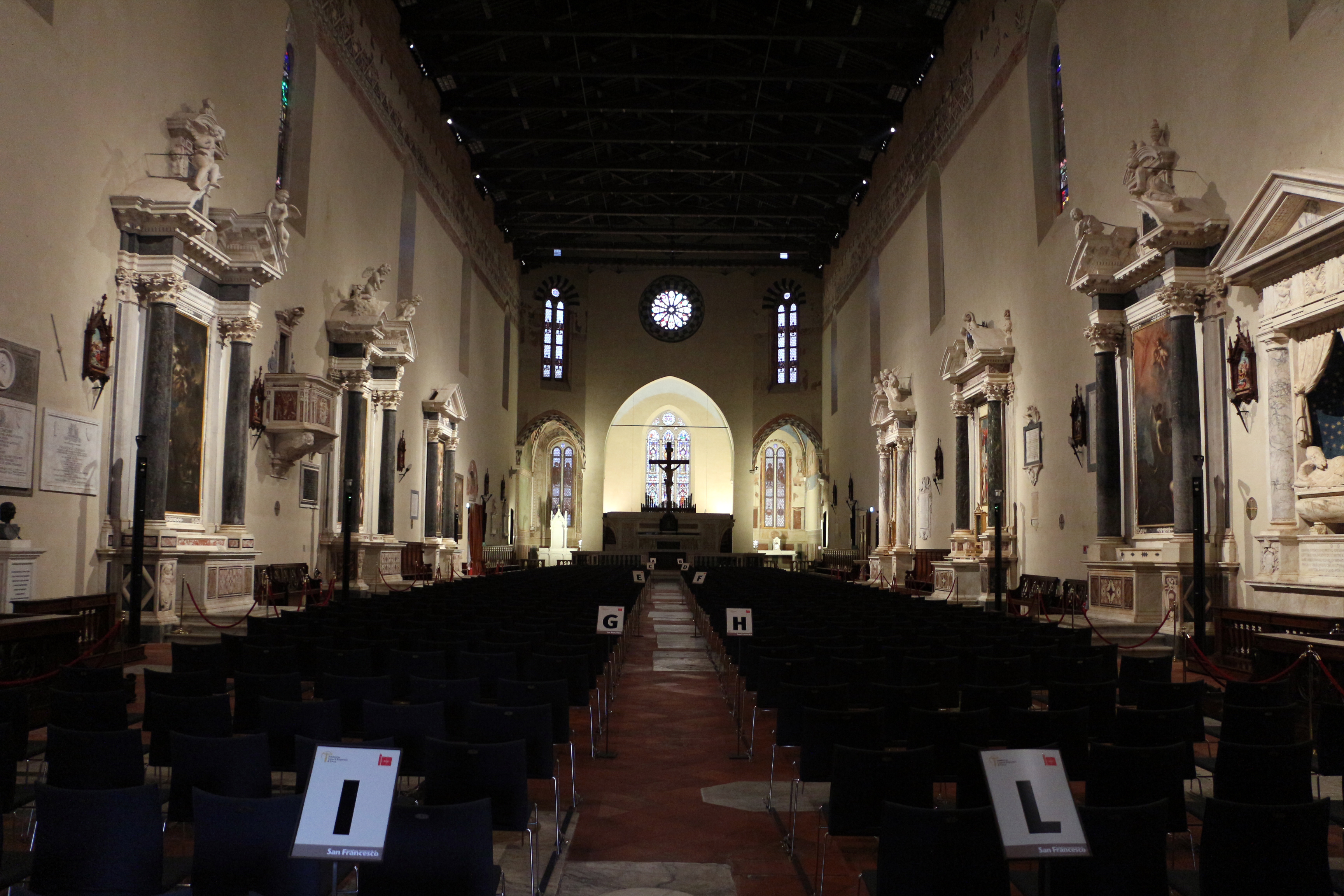
Inneres

Die Kirche ist eine lange, einschiffige Saalkirche. Die drei Kapellen des Chores sind Ergänzungen des 14. und 15. Jahrhunderts. Die Kirche ist nicht überwölbt, sie wird von einer Balkendecke gedeckt.
An den Wänden finden sich verschiedene Fresken, Arbeiten aus dem 14. und 15. Jahrhundert, teilweise der florentinischen Schule zugehörig.
In der Kirche sind eine Reihe an Personen bestattet, der bekannteste Luigi Boccherini. Er starb 1805 in Madrid, seine sterblichen Überreste wurden 1927 in die Kirche überführt. Auch ein Bischof ist hier beigesetzt, Giovanni Guidiccioni, er starb 1541. An weitere Gräber erinnern teilweise reliefierte Gedenktafeln an den Wänden.
Die Kirche ist mit einem reich intarsierten Chorgestühl ausgestattet.
Im sich direkt nördlich anschließenden Kreuzgang befindet sich das Grab des Kaufmanns Buonagiunta Tiguosini, er starb 1274. Aus eben jenem Jahr stammt das sich über seinem Grabmal befindliche und dafür geschaffene Muttergottesfresko von Deodato Orlandi.

## Orgel
Hinter dem Hochaltar befindet sich eine Orgel, die in den Jahren 1930 bis 1940 von den Orgelbauern Gebrüdern Turrini erbaut wurde. Im Jahre 2013 wurde die Orgel von den Orgelbauern Michelotto restauriert. Das Instrument hat 16 Register (1089 Pfeifen) auf zwei Manualwerken und Pedal. Die Spiel- und Registertrakturen sind elektropneumatisch. Im Spieltisch wurde bereits ein Ausbau des Instruments auf insgesamt 27 Register angelegt.
| I Hauptwerk C-a3  |       |
| Principale        | 16′   |
| Principale 1o     | 8′    |
| Principale 2ndo   | 8′    |
| Bordone           | 8′    |
| Dulciana          | 8′    |
| Unda maris        | 8′    |
| Ottava            | 4′    |
| Flautino in XII   |       |
| Duodecima         | 2 ⁄3′ |
| Ripieno grave IV  |       |
| Ripieno acuto III |       |
| Viola di Gamba    | 8′    |
| Tromba            | 8′    |

| Pedale C-f1 |        |
| Contrabasso | 16′    |
| Subbasso    | 16′    |
| Basso       | 8′     |
| Quinta      | 5 2⁄3′ |

| II Nebenwerk C-a3 |    |
| Principale        | 8′ |
| Dolce             | 8′ |
| Ottava            | 4′ |
| Ripieno V         |    |
| Oboe              | 8′ |
| Viola             | 8′ |
| Voce celesti      | 8′ |
| Flauto            | 4′ |

| Pedale C-f1 |     |
| Subbasso    | 16′ |
| Basso       | 8′  |

- Koppeln: I/I (Superoktavkoppel), II/I (auch als Suboktavkoppel), II/II (Superoktavkoppel), I/P, II/P